# Фиат Уно
Фиат Уно (Fiat Uno) е модел малки автомобили на италианската компания „FIAT“, произвеждан в Италия между 1983 и 1995 година, а в някои други страни до 2002 година.
Моделът се определя като един от най-успешните за компанията FIAT.
Около 6,3 милиона броя са произведени в италианските заводи на FIAT от 1983 до 1995 г. и още 2,5 милиона броя в други държави. Общо 8,8 милиона произведени бройки го поставят на 3-то място в класацията за всички времена (за единичен дизайн) точно след Volkswagen Beetle (21,5 милиона бройки) и Ford Model T (15 милиона броя).

## История
Фиат Уно е представен през януари 1983 г., като наследник на остарелия Fiat 127 и още през същата година печели приза за кола на годината в Европа. Ръководител на проекта е Джан Марио Росиньоло, а дизайнът е дело на Джорджето Джуджаро. Над 700 милиона долара са изхарчени за дизайн и проучвания и са изминати над 6 милиона километра са изминати със 360 прототипа. Производството на Фиат Уно започва в заводите Mirafiori и Rivalta, където първоначално се произвеждат 450,000 броя на година.
През 1983 първоначално е лансирана версията с три врати, а по-късно и моделът с пет врати.
През 80-те години Европа има нужда от малък, икономичен и надежден автомобил с ниски експлоатационни разходи – Uno напълно отговаря на тези условия. Колата става известна с почти революционните за това време нововъведения, като версията i.e., двигателите FIRE (Fully Integrated Robotized Engine) и др. Специално за модела е разработена чисто нова платформа.
Хечбекът е дълъг 3,60 м. и се произвежда във варианти с 3 и 5 врати, а първите модели са 45 (903 см3, 45 к.с.), 55 (1116 см3, 55 к.с.) и 70 (1301 см3, 70 к.с.). Колата е с предно предаване, напречно разположен 4-цилиндров двигател (OHC) и добър вътрешен и външен дизайн, дело на Джорджето Джуджаро. Отличава се с малкия разход на гориво – около 5 л/100 км и 6 – 7 л при градски цикъл, независимо от модела (с 3 или 5 врати) и трансмисията (4 – 5 скорости). Моделите Fiat Uno ES (Energy Saving) имат някои изменения в детайлите за по-ниско въздушното съпротивление, а също и различна трансмисия, допълнително намаляващи разхода на гориво. Фиат Уно прави впечатление с доброто си окачване и лекота на управление, първите модели са с недостатъчно добра защита на купето срещу корозия. Този проблем е решен при моделите след 1989 г., при които голяма част от купето вече е от галванизирана стомана. Мястото на водача е доста удобно, а вътрешното пространство е голямо за автомобил от този клас. Багажникът не е особено голям – 250 л., но задните седалки се свалят и багажният обем достига 1 м3.
През май 1983 се появява дизеловият модел Fiat Uno 45 D (1300 см3, 45 к.с.), а през октомври е представен моделът – Fiat Uno-matic 70, който през 1987 г. става база на Selecta (1116 см3, 58 к.с.).
През април 1985 г. е пуснат моделът Fiat Uno turbo i.e. (1299/1301 см3, 105 к.с.), който успешно се конкурира с Peugeot 205 GTI. През 1987 г. моделът е снабден с катализатор, а модификацията Antiskid е снабдена с ABS.
През лятото на 1985 г. е представен новият двигател FIRE (999 см3, 45 к.с.), тежащ по-малко и използващ по-малко части от старите двигатели на Uno. Максималната скорост, която достига този двигател, е 145 км/ч, има нисък разход на гориво (4,5 л/100 км, 6,2 л/100 км в градски цикъл) и обикновено изкарва повече от 200 хил. км без големи ремонти. Двигателят FIRE е признат за един от най-добрите до този момент в своя клас. По същото време мощността на двигателите 1116 куб.см на модела 55, е повишена до 58 к.с., а самият модел е преименуван на 60.
През 1987 г. се появява Fiat Uno 70 Turbodiesel (1367 см3), а моделът 60 D е снабден и с двигател 1697 см3 (58 к.с.). Следващият нов модел на Fiat Uno е 75 i.e. cat (1498 см3, 75 к.с.), оборудван със система за електронно инжекционно впръскване на горивото Bosch L-Jetronic и катализатор.
В Бразилия Фиат Уно се произвежда с някой изменения в дизайна на купето, а някои от моделите са с независимо задно окачване Fiat Uno CS и др. Там се произвежда също и модификацията Fiat Duna във варианти седан и комби.
Второто поколение Fiat Uno се появява през септември 1989 г. Колата е с доста променен външен вид (нова решетка, задна врата, капак на двигателя, броня, предни фарове и др.), намален коефициент на съпротивление – 0,30 и много подобрения. Двигателите са – 903 см3, 999 см3 FIRE (снабден с инжекционна система и катализатор при някои модели), новият 1108 см3 FIRE (56 к.с.) – също с инжекционна система и катализатор, 1372 см3 (71 к.с.) на модела 70 i.e. и старият 1498 см3. 
Моделът Fiat Uno Turbo i.e също е с нов
двигател – 1372 см3 (112 к.с.), който през 1991 г. е снабден с катализатор.
Към досегашните дизелови двигатели през 1990 г. е добавен двигателят 1929 см3 (60 к.с.) с EGR (Exhaust Gas Recirculation) – устройство за намаляване на вредните емисии газове.
През 1991 г. двигателят 1498 см3 също е снабден с катализатор и дава начало на модела 1.5 i.e, а през 1993 г. се появява още една версия с двигател FIRE – 1108 см3 (50 к.с.).
Фиат Уно има и много специални и лимитирани модели: Hobby, Rap, Rap Up, Turbo i.e. Formula, Turbo i.e Racing, Formula, Estivale, Cosy, Seaside, Targa, Brio, стандартно оборудвани с кожен салон, климатик централно заключване и др.
Фиат Уно се произвежда в Италия до 1995 г., когато е заменен от Fiat Punto. След прекратяване на производството и продажбите в Западна Европа, Фиат Уно продължава да се произвежда и продава в много други региони.
В Южна Африка Фиат Уно е сглобен по лиценз от Nissan, който го предлага на пазара като Uno до 2005 г. Производството във фабриката на Fiat в Полша продължава до 2002 г. Автомобилът се продава и в Бразилия, където версията седан се казва Fiat Duna или Fiat Prêmio, а комбито е наречено Fiat Duna Weekend или Innocenti Elba. Fiat Uno се произвежда в Бразилия, като Fiat Uno Mille и Fiat Mille, който получава последния си фейслифт през моделната 2004 година. През 2005 г. бразилската гама добавя и Flex Fuel горивна система, която позволява на автомобила да използва етанол или бензин като гориво, както чисто, така и в смес от всякакви пропорции.
Появява се и версия за неасфалтираните пътища, наречена Fiat Mille Way, която включва по-устойчиво окачване, по-големи колела и странични защити. Фиат Уно също се сглобява под формата на CKD комплект в Пакистан, а модернизираните в Бразилия Фиат Уно се експортират и в Южна Африка.

## Дизайн
Подобно на мини модела „Фиат Панда“, разработван по същото време, автомобилът има ръбеста форма. Предните габарити са в удължена квадратна форма. Интересно са оформени и задните светлини и са вградени нови секции за аварийни и различни режими на работа.

## Двигатели (първа и втора серия)

### Petrol
| Engine          | Layout | Displacement | Valves | Power                      | Torque                          | Production  |
| --------------- | ------ | ------------ | ------ | -------------------------- | ------------------------------- | ----------- |
| 0.9 39          | I4     | 899 cc       | 8 OHV  | 39 PS (29 kW) at 5500 rpm  | 65 N⋅m (48 lb⋅ft) at 3000 rpm   | 1999 – 2002 |
| 1.0 45          | I4     | 903 cc       | 8 OHV  | 45 PS (33 kW) at 5600 rpm  | 67 N⋅m (49 lb⋅ft) at 3000 rpm   | 1983 – 1993 |
| 1.1 55          | I4     | 1116 cc      | 8 OHC  | 55 PS (40 kW) at 5600 rpm  | 86 N⋅m (63 lb⋅ft) at 2900 rpm   | 1983 – 1985 |
| 1.3 70          | I4     | 1301 cc      | 8 OHC  | 68 PS (50 kW) at 5700 rpm  | 100 N⋅m (74 lb⋅ft) at 2900 rpm  | 1983 – 1985 |
| 1.1 60          | I4     | 1116 cc      | 8 OHC  | 58 PS (43 kW) at 5700 rpm  | 87 N⋅m (64 lb⋅ft) at 3000 rpm   | 1985 – 1992 |
| 1.0 45 Fire     | I4     | 999 cc       | 8 OHC  | 45 PS (33 kW) at 5000 rpm  | 80 N⋅m (59 lb⋅ft) at 2750 rpm   | 1985 – 1992 |
| 1.1 60 Fire     | I4     | 1108 cc      | 8 OHC  | 57 PS (42 kW) at 5500 rpm  | 89 N⋅m (66 lb⋅ft) at 3000 rpm   | 1989 – 1993 |
| 1.3 Turbo i.e.  | I4     | 1299/1301 cc | 8 OHC  | 105 PS (77 kW) at 5750 rpm | 146 N⋅m (108 lb⋅ft) at 3200 rpm | 1985 – 1990 |
| 1.3 70          | I4     | 1301 cc      | 8 OHC  | 65 PS (48 kW) at 5600 rpm  | 100 N⋅m (74 lb⋅ft) at 3000 rpm  | 1985 – 1992 |
| 1.0 45 i.e.     | I4     | 999 cc       | 8 OHC  | 45 PS (33 kW) at 5250 rpm  | 74 N⋅m (55 lb⋅ft) at 3250 rpm   | 1992 – 1995 |
| 1.4 70 i.e.     | I4     | 1372 cc      | 8 OHC  | 72 PS (53 kW) at 6000 rpm  | 106 N⋅m (78 lb⋅ft) at 3000 rpm  | 1990 – 1993 |
| 1.5 75 i.e. CAT | I4     | 1498 cc      | 8 OHC  | 75 PS (55 kW) at 5600 rpm  | 113 N⋅m (83 lb⋅ft) at 3000 rpm  | 1987 – 1993 |
| 1.1 50 i.e. cat | I4     | 1108 cc      | 8 OHC  | 50 PS (37 kW) at 5250 rpm  | 84 N⋅m (62 lb⋅ft) at 3000 rpm   | 1991 – 1994 |
| 1.4 Turbo i.e.  | I4     | 1372 cc      | 8 OHC  | 118 PS (87 kW) at 6000 rpm | 161 N⋅m (119 lb⋅ft) at 3500 rpm | 1990 – 1998 |

### Diesel
| Engine  | Layout | Displacement | Valves | Power                      | Torque                          | Production  |
| ------- | ------ | ------------ | ------ | -------------------------- | ------------------------------- | ----------- |
| 1.3D    | I4     | 1301 cc      | 8 SOHC | 45 PS (33 kW) at 4,200 rpm | 76 N⋅m (56 lb⋅ft) at 2,000 rpm  | 1983 – 1989 |
| 1.4 TD  | I4     | 1367 cc      | 8 SOHC | 72 PS (53 kW) at 4,800 rpm | 128 N⋅m (94 lb⋅ft) at 2,500 rpm | 1986 – 1995 |
| 1.7 60D | I4     | 1697 cc      | 8 SOHC | 58 PS (43 kW) at 4,600 rpm | 100 N⋅m (74 lb⋅ft) at 2,900 rpm | 1986 – 1995 |

## Награди
- През 1984 Fiat Uno печели най-престижния автомобилен трофей в Европа „Автомобил на годината“